# Tap That: The Remixes
Tap That: The Remixes es el segundo EP lanzado por la cantautora estadounidense Megan McCauley, salió a la venta en Estados Unidos en diciembre del 2007 de manera digital por medio de iTunes , y poco después en diferentes tiendas digitales de música como Amazon y Rhapsody, Tap That: The Remixes es lanzado para promocionar el sencillo Tap That así como el álbum debut de la cantante Better Than Blood, aunque lamentablemente el sencillo no tuvo el impacto esperado y falló en las listas de popularidad de este país, motivo por el cual el lanzamiento fue retrasado y posteriormente cancelado en el resto del mundo.

## Descarga digital
1. "Tap That"
2. "Tap That (Josh Harris Radio Edit)"
3. "Tap That (Josh Harris Tap the Club Mix)"
4. "Tap That (Morgan Page Radio Edit)"
5. "Tap That (Morgan Page Mix)"
6. "Tap That (Josh Harris Tap the Dub Mix)"
7. "Tap That (Zoned Out Mix)"

### Promo CD 1
1. "Tap That"
2. "Wonder"
3. "Porcelain Doll"
4. "Tap That (Josh Harris Radio Edit)"

### Promo CD 2
1. "Tap That (Josh Harris Radio Edit)"
2. "Tap That (Morgan Page Radio Edit)"
3. "Tap That (Zoned Out Mix)"
4. "Tap That (Josh Harris Tap the Club Mix)"
5. "Tap That (Morgan Page Mix)"
6. "Tap That (Josh Harris Tap the Dub Mix)"
7. "Tap That (Album Version)"

### Promo CD 3
1. "Tap That (Album Version)"

## Desempeño
Tap That falló como sencillo en la radio americana y como consecuencia de esto, el video musical no se grabó nunca y el sencillo quedó solo como lanzamiento digital y solo existen algunas copias disponibles de los CD promocionales del mismo, se pueden conseguir a precios módicos en eBay.

## Curiosidades
Tap That fue compuesto por Megan McCauley con la ayuda de Max Martin y Dr. Luke al igual que la canción "U + Ur Hand" de P!nk con la que Tap That ha sido comparada por ser muy similares.
McCauley dijo en una entrevista que escribió 'Tap That' nació un día que se encontraba con Max Martin y Dr. Luke bebiendo en el estudio y de repente la canción salió sin quererlo, posteriormente al finalizar la grabación de la canción, ella envió el demo de la canción a Wind Up como una broma y pensando que la rechazarían y dirian que cosas se ha estado metiendo esta chica?, pero en vez de eso la canción fue aceptada e incluida en el álbum debut de Megan.